# The Lipton Championships 1999
Der The Lipton Championships 1999 waren ein Tennisturnier der WTA Tour 1999 für Damen und ein Tennisturnier der ATP Tour 1999 für Herren, welche zeitgleich vom 18. bis 28. März 1999 in Key Biscayne bei Miami stattfanden.

## Herrenturnier
→ Hauptartikel: The Lipton Championships 1999/Herren

## Damenturnier
→ Hauptartikel: The Lipton Championships 1999/Damen